# شفر (حجة)

تعديل مصدري - تعديل

شفر هي مدينة بمحافظة حجة اليمنية، بلغ تعداد سكانها 15771 نسمة حسب الإحصاء الذي أجري عام 2004.